# CAVLC
適應性變動長度編碼法（Context-based Adaptive Variable-Length code，CAVLC，又稱UVLC）是H.264的演算法機制。
CAVLC適用於encode integer DCT（Discrete Cosine Transform）轉換後的矩陣係數（matrix coefficient），經過zig-zag順序掃描之後，在最高層的係數通常為+1/-1（即Trailing one總數）；又取得以zig-zag順序掃瞄時，連續出現的0（即zero run），或非零係數的總數（Total Coeffs）、最後一個非零係數前零的數目（Total_zeros）等參數，作為查表（table）時的index。CAVLC針對不同的block（4*4, 2*4, 2*2）設計了不同的table，對各種不同的context，使用不同的table進行encode，有效縮短輸出bit stream長度。CAVLC改進了傳統霍夫曼編碼（Huffman Coding）需要大量的乘法運算的問題，而在效能與壓縮效率上取得相當大的改善空間。 
CAVLC支援所有的H.264 profiles，CABAC則不支援Baseline以及Extended profiles。